# Montfalcon
Montfalcon é uma comuna francesa na região administrativa de Auvérnia-Ródano-Alpes, no departamento de Isère. Estende-se por uma área de 5,82 km². Em 2010 a comuna tinha 134 habitantes (densidade: 23 hab./km²).